# إميل باير
إميل باير (بالإنجليزية: Emil Beyer)‏ هو لاعب جمباز فني أمريكي، ولد في 22 نوفمبر 1876 في نيويورك في الولايات المتحدة، وتوفي في 15 أكتوبر 1934 في روكفيل سنتر في الولايات المتحدة.

## وصلات خارجية
- إميل باير على موقع أوليمبيديا (الإنجليزية)